# Kupea jonii
Kupea jonii är en enhjärtbladig växtart som beskrevs av Martin Roy Cheek. Kupea jonii ingår i släktet Kupea och familjen Triuridaceae. Inga underarter finns listade.